# Coccobius nigriceps
Coccobius nigriceps är en stekelart som först beskrevs av Girault 1913.  Coccobius nigriceps ingår i släktet Coccobius och familjen växtlussteklar. Inga underarter finns listade i Catalogue of Life.